# Glendowie
Glendowie est une banlieue de la ville d’Auckland, située dans l’île du Nord de la Nouvelle-Zélande.

## Gouvernance
Elle est sous la gouvernance locale du Conseil d'Auckland.
Elle était autrefois sous l’autorité du conseil de la cité d’Auckland (en) de 1989 jusqu’à la fusion de tous les conseils du conseil d’Auckland, qui furent amalgamés dans la super cité en 2010.

## Population
Selon le recensement de 2006 en Nouvelle-Zélande,la localité de Glendowie a une population de 4 047 habitants .

## Localisation
Glendowie est située à l'extrémité nord-est de l’isthme d’Auckland.
Ses limites nord et est sont définies par le Waitemata Harbour et le fleuve Tamaki.

## Histoire
La banlieue fut créée dans les années 1920, quand George Riddell aménagea  une route en boucle à travers la région.

## Toponymie
La banlieue tire son nom de l’une des premières fermes qui appartenait aux frères Taylor : Glen Dowie, propriété de Richard James Taylor.
Deux de ses frères avaient aussi des fermes dans la région et y construisirent des maisons ; Charles John Taylor (en) à Glen Orchard (maintenant Saint Heliers), et William Innes Taylor à Glen Innes (qui donna son nom à la banlieue Glen Innes) .
Leur dernier frère Allen Kerr Taylor (en) vivait près de la localité de Mount Albert dans une maison appelée Alberton.

## Clubs de Sport
Glendowie a un club de tennis, un club de tir à l'arc et un club de taekwondo, tous situés à côté du parc Churchill.
Le club de football Eastern Suburbs et le club de baseball Bayside Westhaven jouent leurs matchs à Reserve Crossfield.

## Éducation
La banlieue de Glendowie est une banlieue suburbaine résidentielle caractéristique avec quatre écoles : 
- l’école primaire de Glendowie School
- le collège de Glendowie (en),
- l'école de Churchill Park (en),
- l’école Glen Taylor School,
- le collège du Sacré-Cœur d’Auckland, qui est néanmoins dans la banlieue voisine de Glen Innes.

## Résidents notables
- Sir Kenneth Myers (1907-1998) fils de Arthur Myers (en) et père de Sir Douglas Myers (en). Lui et sa femme Margaret Pirie résidèrent dans une maison conçue pour eux par les architectes Chilwell & Trevithick.
- Graeme Hart (en), homme d’affaires [5].
- Don Brash (en), ancien leader de la NZ pour le compte de l’opposition constituée par le parti National de 2003 à 2006[6]
- Barry Colman, propriétaire de la National Business Review (en) [6].

## Autres lectures
- (en) Delving dans le Past Of Auckland's Eastern Suburbs; Section 6, St.Heliers, Elizabeth T. Jackson